# فیندرن
فیندرن (به انگلیسی: Findern) یک روستا و محله مدنی در بریتانیا است که در South Derbyshire واقع شده‌است. فیندرن ۱٬۶۶۹ نفر جمعیت دارد.